# Pimpla calliphora
Pimpla calliphora är en stekelart som beskrevs av Morley 1914. Pimpla calliphora ingår i släktet Pimpla och familjen brokparasitsteklar. Inga underarter finns listade i Catalogue of Life.